# Kościół św. Mikołaja w Sieradzu
Kościół św. Mikołaja – kościół, który znajdował się w Sieradzu na Poświętnej Górce, przy starym szlaku zmierzającym do Krakowa, patrona kupców i podróżników. Rozebrany w 1812 roku.

## Historia
W źródłach pisanych pojawił się w 1339 r. w związku z warszawskim procesem przeciwko Krzyżakom. Stawał tam jako świadek wikary tego kościoła Bogumił, który świadczył o zniszczeniu Sieradza podczas najazdu w 1331 r.
Wokół kościoła był cmentarz, co stanowi argument na istnienie tu odrębnej osady. W archiwum diecezji włocławskiej są dokumenty świadczące o lustracjach tego kościoła, np. w 1728 r. stwierdzono, że stan kościoła był dobry, a cmentarz był ogrodzony. Jednak w wyposażeniu kościoła nie stwierdzono paramentów liturgicznych. W 1780 r. dach kościoła pokryto nowymi gontami, brakowało jednak wówczas podłogi, a przyciesie wymagało wymiany. Dzwonnicy nie było, dzwon wisiał na słupach.
W 1780 r. już nie odprawiano w tym kościele nabożeństw, nie urządzono nawet odpustu, jedynie w dzień patrona odprawiono mszę św. Kościół nie miał żadnych zapisów ani fundacji. W 1791 r. kapituła poczyniła w dekrecie powizytacyjnym notatkę, iż świątynia ta jest przewidziana do rozbiórki. Kościół stał jednak jeszcze 20 lat i dopiero po zbezczeszczeniu przez wojska francuskie w 1812 r. (Francuzi trzymali w kościele konie) został rozebrany.
Pod koniec XIX w. ówczesny właściciel tego terenu – Kajetan Trąbczyński, podczas budowy pałacu lub w czasie porządkowania terenu wokół pałacu, natrafił na kości ludzkie z dawnego cmentarza. Polecił je zebrać w jedno miejsce i wybudować, do dziś zachowaną murowaną kapliczkę, która nosi wezwanie św. Kajetana.

## Architektura
Kościół zbudowany był na gruncie należącym do proboszcza parafii Wszystkich Świętych. Była to budowla drewniana, kryta gontem i miała wieżyczkę z sygnaturką. Wewnątrz, prezbiterium od nawy oddzielała belka tęczowa, na której była umieszczona Męka Pańska. W kościele były trzy ołtarze. Ołtarz wielki miał mensę murowaną, a nastawę drewnianą, częściowo złoconą i nosił wezwanie patrona, którego obraz znajdował się w centralnym miejscu. W górnej kondygnacji był umieszczony obraz św. Marii Magdaleny. Dwa ołtarze boczne stały w nawie. Jeden nosił wezwanie Najświętszej Maryi Panny, drugi – św. Izydora. Na ścianach wisiało kilka obrazów. Konfesjonał i kilka ławek dopełniało resztę wyposażenia.

## Literatura
- Ruszkowski A., Sieradz i okolice, Sieradz 2000.